# Профаг

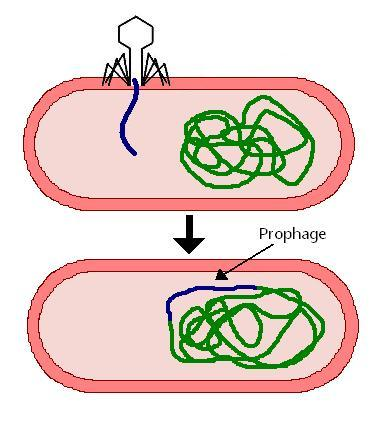
Формирование профага

Профа́г (англ. prophage) — геном фага, интегрированный в хромосомную ДНК бактериальных клеток. Умеренные фаги интегрируются в геном клетки-хозяина или существуют в виде плазмид. Это латентная форма взаимодействия фага и бактериальной клетки, при которой не происходит лизис бактерий.
При наличии повреждения клетки-хозяина начинается профаговая индукция, что ведет к старту литического цикла.

## Профаги и их вклад в фенотип клетки-хозяина
У многих видов бактерий профаги играют существенную роль в трансформации непатогенных штаммов в патогенные. Источниками данных фенотипических изменений являются токсины, кодируемые профагами (например, перенос tox-оперона лизогенным фагом среди штаммов C. diphtheriae). Кроме того, интеграция профага в геном может приводить к нарушению экспрессии генов клетки-хозяина. В дополнение к прямым повреждениям генетического аппарата, связанными с добавлением или инактивацией генов, профаги могут влиять на фенотип бактерий на популяционном уровне, способствуя передаче генетической информации с помощью трансдукции.